# Fabio Lozano y Lozano
Fabio Lozano y Lozano (Ibagué, 8 de octubre de 1892-1969) fue un abogado, político, escritor, diplomático e historiador colombiano, miembro del Partido Liberal Colombiano.
Lozano y Lozano se desempenó en varios cargos diplomáticos durante los últimos años de la hegemonía conservadora, y luego durante la segunda rep̟ública liberal, destacando su papel durante la guerra colombo-peruana, donde logró con éxito el cese de las hostilidades.
También destacó como político local a nombre del liberalismo, siendo diputado de la Asamblea y congresista por el Tolima; como académico destacó como investigador, escritor, educador en la Universidad Libre y El Externado, y miembro de varios centros académicos colombianos e internacionales.

## Obras
- Visiones de gestaː triunfar, el maestro libertador
- El liberalismo colombiano en el poder
- El punto de vista colombiano en la cuestión de Leticia y Anzoátegui
- Compendio de Mariquita; Apostilla sobre José León Armero.